# Dora Barton
Dora Barton (1884—1966) foi uma atriz britânica que apareceu em filmes mudos entre as décadas de 1910 e 1930.
Ela era a filha da atriz Mary Barton e a irmã da também atriz Naomi Barton. Ela se casou com Anthony Caton Woodville em 1908, mas eles se divorciaram posteriormente.
Barton nasceu e faleceu em Londres, Inglaterra, em 1966.

## Filmografia selecionada
- Dr. Wake's Patient (1916)
- The Answer (1916)
- The Green Orchard (1916)
- The House Opposite (1917)
- The Infamous Lady (1928)
- The Bondman (1929)
- The Price of a Song (1935)
- The Cardinal (1936)